# Frumoasa (okręg Bacău)
Frumoasa – wieś w Rumunii, w okręgu Bacău, w gminie Balcani. W 2011 roku liczyła 3339 mieszkańców.